# Iotisis alba
Iotisis alba är en korallart som beskrevs av Nutting 1910. Iotisis alba ingår i släktet Iotisis och familjen Isididae. Inga underarter finns listade i Catalogue of Life.